# Parnassius eversmanni
Espèce
Parnassius eversmanni ou Apollon d'Eversmann est une espèce d'insectes lépidoptères de la famille des Papilionidae, de la sous-famille des Parnassiinae et du genre Parnassius.

## Dénomination
Parnassius eversmanni a été nommé par Édouard Ménétries en 1850.
Ce nom lui a été donné en l'honneur du naturaliste et explorateur allemand Eduard Friedrich von Eversmann.

### Noms vernaculaires
Parnassius eversmanni se nomme Eversmann's Parnassian  en Anglais.

#### Sous-espèces
- Parnassius eversmanni eversmanni présent dans le sud de la Sibérie.
- Parnassius eversmanni  polarius Schulte, 1991; présent en Yakoutie.
- Parnassius eversmanni thor H. Edwards, 1881; la seule présente en Amérique du Nord (Alaska).
- Parnassius eversmanni vosnessenski Ménétriés, [1850][1].

Sous-espèces incertaines
- Parnassius eversmanni daisetsuzanus Matsumura, 1926; au Japon.
- Parnassius eversmanni maui Bryk, 1914[1].

## Description
Parnassius eversmanni est un papillon de taille moyenne dont l'envergure va de 48 à 50 mm. Son corps est velu comme celui de tous les papillons du genre Parnassius. Les ailes présentent sur un fond jaune pâle pour le mâle, jaune très pâle presque blanc pour la femelle, des veines de couleur foncée. Des taches rouges marquent les ailes postérieures, la tache centrale est réunie par une bande noire à celle du bord interne.

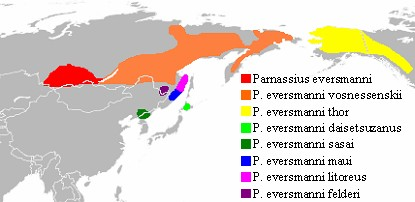
Carte de répartition.

Le revers est semblable.

### Chenille et chrysalide
Les chenilles sont noires et poilues avec des à taches jaunes et blanches sur chaque segment.

## Biologie

### Période de vol et hivernation
Il vole en une génération de fin mai à début août.
Son cycle de développement nécessite deux hivernations, la première au stade de jeune chenille encore dans le chorion, la seconde au stade de chrysalide.

### Plantes hôtes
Les plantes hôtes de ses chenilles sont des Corydalis, Corydalis gigantea, Corydalis arctica, Corydalis paeoniipholia, Corydalis gorodkovi, Corydalis pauciflora.

## Écologie et distribution
Il réside en Asie en Mongolie, dans l'est de la Russie, au Japon et en Amérique en Alaska et dans le nord de la Colombie-Britannique.

### Biotope
Il habite plutôt en altitude, dans les vallées fluviales, vers 1400 mètres dans la toundra et jusqu'à 2400 mètres en montagne.

### Protection
Pas de statut de protection particulier.